# 島秀行
島 秀行（しま ひでゆき、1969年（昭和44年）12月6日 -）は、神奈川県出身の作曲家、ベーシスト、イベントプロデューサー。

## 概略
米国マサチューセッツ州ボストン、バークリー音楽院卒業。シックス・ノース、ニクラス・ウインター・カルテット、田中公平バンドなどで演奏活動後フリーの作曲家に転身。代表的な仕事にNHK連続クイズ ホールドオン!のOP及びEDテーマ曲、KiramuneリーディングライブのBGM（2014～） などがある。アダルトゲームなどでは四十万行道のペンネームを使っている。

## 経歴
神奈川県横浜市で出生。祖父は国鉄D51形蒸気機関車、新幹線の開発や宇宙開発事業団（NASDA）の初代理事長として知られ、文化勲章受章者である島秀雄。
生後間もなく東京都品川区に引っ越す。幼少時よりバイオリンを習い絶対音感を身に着ける。
高校の時にロックに興味を持ち、卒業後、趣味の宅録に目覚め、その時にベース演奏と作曲を始める。
1989年に音楽を通して国際交流をするプログラムUp With Peopleに参加し、初渡米。北米、旧ソ連、欧州などをツアーする。
1991年にボストン、バークリー音楽院に入学する為、再渡米。在学中はスティーヴ・モーズやカール・ヴァーハイエン、デイブ・マートンなどと共演する。1995年卒業し帰国。プロのベーシストとして活動を開始。来日したスティングのバンドメンバー（ケニー・カークランド他）などと共演する。
2000年に自己がリーダーで作曲を手掛けるプログレッシブジャズ・ロックバンド、シックスノースのデビューアルバム「I`m Here In My Heart」をフランスのムゼアレコードより世界同時発売。同作はアメリカなど各国の雑誌、ラジオ、レビューサイトで幅広く取り上げられた。ムゼアレコードからはその後2ndアルバム「PRAYER」、Strings Arguments名義の「ファーストライブ」の計3枚を発表。「PRAYER」は慶應義塾大学教授で批評家でもある巽孝之に「限りなく理想に近い音楽」と絶賛された。
シックスノースのデビュー後はペッカ・ポーヨラ、マッツ/モルガン・バンド、リチャード・シンクレア、タンネルズ、奥本亮など数多くのアーティストと国内での対バン、ツアー帯同、共演などをした。中でもデイヴ・シンクレアとはライブ活動を重ね、CDシングル「Always There」を共作 。また、渡英し、ヒュー・ホッパー、マーク・ヒューインズ、フィル・ミラーなどのカンタベリー系ミュージシャン達と交流する。
週刊少年ジャンプ2003年45号に掲載された漫画家、田村隆平のデビュー作「URA BEAT」ではシックスノースが「ミリオンヒットを出した後に主人公以外のメンバーが全員行方不明になった」という設定で登場した。
2005年にバークリー音楽院時代同級生のフィンランド人ギタリスト、Niklas Winterとグループを結成。日本とフィンランドでライブ活動を開始する。元ヴァルティナのドラマー、トニ・ポルテンやユッカ・エスコラなどをフィーチャーした編成で日フィンのライブハウス、ジャズ・フェスティバルを中心に活動する。キングレコードからはニクラスのソロ名義のアルバム「Beautopia」が発売。これに楽曲提供、ベース演奏で参加する。
2006年に大野裕之の要請により日本チャップリン協会主催の「チャップリン映画コンサート・ジャズ編」をプロデュース。チャップリン映画のサウンドトラックを様々なスタイルのジャズにアレンジし成功をおさめる。
2011年に、田中公平のバンドに参加。ツアーやアルバムなどで演奏する。田中とはフィンランドツアーも敢行しフィンランド人ミュージシャンをゲストに招いたミニアルバム「Koska olet taalla」を制作する。同年、トニ・ポルテン、トーマス・ワイノーラ、タネ・カニストをフィンランドより招聘し全国ツアーをする。
その後、かねてより不調を訴えていた右手中指の故障によりベース演奏を断念し作曲家に転向する。PCゲーム「天空のユミナ」でデビュー。異なるスタイルのボーカルトラック13曲とBGM多数が使用される異例の作品であったが、音楽の人気もあり好調な売れ行きを見せた。以来、数多くのテレビ、シアター、ゲームなどの作品に携わっている。
また、2010年よりイベントプロデュースを開始。北欧やオーストラリアなどのコンベンションに若本規夫、虚淵玄、渡辺信一郎など日本のアニメ関係者をゲストとして多数紹介している。

## 主な作品

### アニメ
- 駅メモ!ショートアニメ（2017）
- pet（2020）

### 映画
- He jäivät（2017）

### ゲーム
- 楽園男子～ビーストハーレム（2013）
- SWEET CLOWN ～午前三時のオカシな道化師～（2015）
- Led It Rain（一部参加、フィンランドのゲームメーカー、Atavertiの作品）（2015）
- Bleed2（一部参加、カナダのゲームメーカー、BOOTDISK REVOLUTIONの作品）（2017）
- Agent Of Love（主題歌のみ、オーストラリアのゲームメーカーDelusionalの作品）（2019）
- Worbital（フィンランドのゲームメーカー、Team Jolly Rogerの作品）（2019）

### ドラマ
- 藤子・F・不二雄 SF短編ドラマ シーズン2「鉄人をひろったよ」挿入曲「夜間飛行マーチ」（2024)

### シアター
- 日本チャップリン協会　『チャップリン・コンサート・ジャズ篇：チャップリンと共にたどるジャズの時代鬼才ベーシスト・島秀行監修のジャズ・ライヴ。チャップリン映画音楽でたどるジャズの時代。 』（2006）
- kiramune リーディングライブ
  - 5コントローラーズ＋１（2014）
  - 御伽狂詩曲（2015）
  - パンプキンファームの宇宙人（2016）
  - Be-Leave（2017）
  - Colors（2018）
  - 幻視探偵 密室の中の亡霊（2019）
  - 作るカノジョと僕らのテ（2020）
  - 御伽狂詩曲 Reread（2021）
  - Be-Leave（再演）（2022）

### テレビ
- 連続クイズ・ホールドオン（2011）

### CD
- シックスノース
  - 「I`m Here In My Heart」
  - 「Prayer」
- Budderfly 「Budderfly」
- Strings Arguments 「Strings Arguments」
- デイヴ・シンクレア「Always There」
- Niklas Winter 「Beautopia」
- 田中公平
  - 「ココロネソング2nd」
  - 「冬コミ対策2011」
- 亀淵由香&VOJA「Follow Your Love」 「Precious Love Precious Heart」（観光PR用DVDのテーマ曲）
- ぬらりひょんの孫キャラソン 「ひとつの鼓動」
- 岡本信彦 「世界の色」